# В котором мы служим
«В котором мы служим» или «Там, где мы служим» (англ. In Which We Serve) — британский патриотический кинофильм, снятый в 1942 году режиссёрами-дебютантами Ноэлом Кауардом и Дэвидом Лином. Кауард выступил также в роли продюсера, сценариста, актёра и композитора; Лин отвечал за съёмку сцен сражений. Сюжет вдохновлён судьбой эсминца «Келли», которым командовал лорд Маунтбеттен. Лента получила премию Национального совета кинокритиков США за лучший фильм, а также две номинации на премию «Оскар» — за лучший фильм и за лучший оригинальный сценарий. Кроме того, Кауард получил специальную награду Американской киноакадемии за выдающийся вклад в создание картины.

## Сюжет
В мае 1941 года, во время битвы за Крит, британский эсминец «Торрин» (англ. HMS Torrin), сначала ночью топит немецко-итальянский конвой, охраняемый эсминцами, затем днём вступает в неравную схватку с немецкой авиацией, получает несколько пробоин и идёт ко дну. Выжившие члены экипажа собираются на надувном спасательном плоту. Перед их глазами проходят мгновения прошлого: спуск корабля на воду, эпизоды мирной жизни перед началом войны, первые сражения и первые потери, участие в эвакуации британских войск из Дюнкерка, редкие встречи с родными и близкими…

## В ролях
- Ноэл Кауард — капитан Кинросс
- Бернард Майлс — главный старшина Уолтер Харди
- Джон Миллс — младший матрос «Коротышка» Блейк
- Селия Джонсон — Аликс Кинросс, жена капитана
- Майкл Уайлдинг — Флэгс
- Лесли Двайер — Паркинсон
- Джеймс Дональд — док
- Ричард Аттенборо — молодой Стокер
- Джойс Кэри — Кэт Харди, жена старшины
- Кэй Уолш — Фрида Льюис, жена «Коротышки» Блейка
- Кэтлин Харрисон — миссис Блейк, мать «Коротышки»
- Дэниел Мэсси — Бобби Кинросс, сын капитана
- Джульет Миллс — ребёнок «Коротышки» Блейка

## Премьеры
- — 17 сентября 1942 года — состоялась мировая премьера фильма в Лондоне (Великобритания)[1].
- — 16 октября 1942 года прошла американская премьера фильма в Нью-Йорке, США[1].
- — с 23 декабря 1942 года фильм демонстрировался на всей территории Соединённых Штатов[1].
- — фильм демонстрировался в советском прокате с 11 января 1944 года под названием «Повесть об одном корабле»[2][комм. 1].

## Комментарии
1. ↑  Озвучание — ЦСДФ, 1943 г., р/у 941/43.